# NHL 07
NHL 07 est un jeu vidéo de hockey sur glace sorti le 12 septembre 2006 sur Xbox 360, Xbox, PlayStation 2, PC et PlayStation Portable. Le jeu a été dévéloppé par EA Canada pour les versions sur Xbox 360 et PSP et par EA Montréal pour les versions sur PS2, Xbox et PC. Il est édité par EA Sports. Il s'agit du seul jeu de la série NHL à être sorti sur PSP.
Aleksandr Ovetchkine des Capitals de Washington figure principalement sur la pochette de jeu. Teemu Selänne figure sur la pochette de jeu en Finlande alors qu'Henrik Lundqvist y figure en Suède.

## Bande-son
| Artiste                 | Chanson                             |
| ----------------------- | ----------------------------------- |
| Anti-Flag               | This is the End (For You My Friend) |
| Bloodpit                | Platitude                           |
| Cute Is What We Aim For | There's a Class for This            |
| Gatsbys American Dream  | Theatre                             |
| Good Riddance           | Darkest Days                        |
| Goodnight Nurse         | My Only                             |
| The Hellacopters        | Bring it on Home                    |
| Hurt                    | Unkind                              |
| Inkwell                 | Ecuador is Lovely This Time of Year |
| Mashlin                 | The Shore                           |
| Mobile                  | Montreal Calling                    |
| NOFX                    | Wolves in Wolves' Clothing          |
| Pilate                  | Barely Listening                    |
| Pistolita               | Beni Accident                       |
| Priestess               | Talk to Her                         |
| Protest the Hero        | Divinity Within                     |
| Quietdrive              | Rise from the Ashes                 |

## Accueil
- Jeuxvideo.com : 14/20 (PC/PS2)[2] - 14/20 (X360)[3] - 16/20 (PSP)[4]